# Hancock (Vermont)
Hancock város az USA Vermont államában, Addison megyében. Lakosainak száma 359 fő (2020. április 1.).

## Népesség
A település népességének változása:
| Lakosok száma | 56   | 149  | 323  | 359  |
|               | 1790 | 1800 | 2010 | 2020 |